# ニシタイランチョウ
ニシタイランチョウ（学名：Tyrannus verticalis）は、スズメ目・タイランチョウ科に分類される鳥類の一種。

## 分布
北アメリカで繁殖し、フロリダから中央アメリカで越冬する。
日本ではあまり見られない。